# جيمس غريغوري (كاتب)
جيمس غريغوري (بالإنجليزية: James Gregory)‏ هو كاتب وكاتب سيناريو جنوب أفريقي، ولد في 7 نوفمبر 1941 في جنوب أفريقيا، وتوفي في 2003.